# Ray Harroun

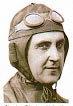
Ray Harroun in 1911

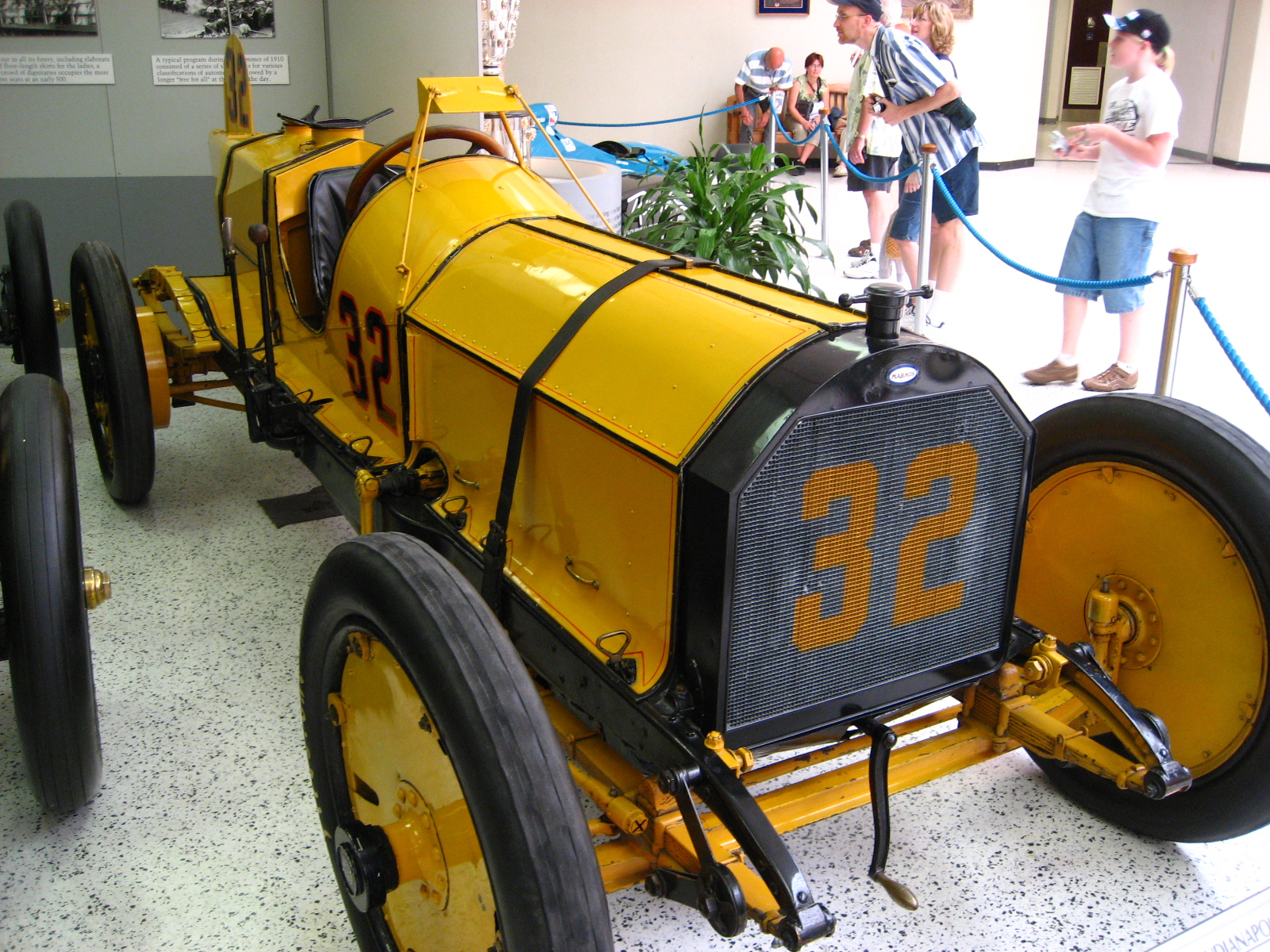
Ray Harroun's auto waarmee hij de 1e Indianapolis 500 won

Ray Harroun (Spartansburg (Pennsylvania), 12 januari 1879 - 19 januari 1968) was een Amerikaans autocoureur. Hij won de 1e Indianapolis 500 in 1911.

## Carrière
Harroun reed in 1910 dertien races die georganiseerd werden door de American Automobile Association, won drie keer en eindigde in zeven andere races in de top vijf. Er werden die tijd nog geen kampioenschappen gehouden met een puntentelling, maar Harroun werd in 1927 met terugwerkende kracht tot kampioen van 1910 uitgeroepen. In 1911 nam hij deel aan de allereerste Indianapolis 500. De posities aan de start van de race waren bepaald aan de hand van de chronologische inschrijvingen en Harroun vertrok vanaf de 28e startplaats en hij reed zijn Marmon "Wasp" naar de overwinning. De overwinning is niet zonder controverse omdat er tijdens de race een ongeval gebeurde aan de stand van de officials en in de verwarring die volgde de tijdopnames niet correct zouden zijn gebeurd. Tijdens het ongeval kwam Harrouns "aflosser" Cyrus Patschke de pitstraat binnen om Harroun de race verder te laten afwerken. Volgens sommige bronnen had Ralph Mulford, die tweede werd, de race feitelijk gewonnen, maar Harroun werd de officiële winnaar.
Tot zover bekend reed Harroun zijn laatste race, die hij ook won op een circuit in Fort Wayne in september 1911 en hield het racen daarna voor bekeken. Daarna ging hij werken als mecanicien-ingenieur voor de Marmon Motor Car Company en later voor Maxwell.